# Muzej Prado
Muzej Prado (Museo del Prado) je glavni španski narodni muzej umetnosti in se nahaja v središču Madrida. Ima eno od najboljših svetovnih zbirk evropske umetnosti, ki datira iz 12. stoletja do začetka 19. stoletja in temelji na nekdanji španski kraljevi zbirki. Nedvomno je najbolj enotna zbirka španske umetnosti. Ustanovljen kot muzej slik in skulptur leta 1819, vsebuje tudi pomembne zbirke druge vrste del. El Prado je ena izmed najbolj obiskanih lokacij na svetu in velja za enega največjih muzejev umetnosti v svetu. Številna dela Francisca Goye, najbolj obširno zastopan umetnik, kakor tudi Diego Velázquez, El Greco, Tizian, Giambattista Pittoni, Peter Paul Rubens in Hieronymus Bosch, so samo nekateri izmed vrhuncev zbirke.
Zbirka trenutno vsebuje okoli 7600 slik, 1000 skulptur, 4800 grafik in 8200 risb, poleg številnih drugih umetniških del in zgodovinskih dokumentov. Do leta 2012 je Muzej prikazoval približno 1300 del v glavnih stavbah, medtem ko je okoli 3100 del začasno posojenih različnim muzejem in uradnim institucijam. Preostanek je v depojih. Muzej je v letu 2013 obiskalo 2,3 milijona obiskovalcev.
Najbolj znano delo, ki so na ogled v muzeju, je Velázquezova Las Meninas. Velázquez je bil tudi odgovoren za pridobitev imenitne zbirke italijanskih mojstrov za Španijo, ki je zdaj največji zunaj Italije.

## Zgodovina
Stavba, ki je sedaj Muzej Prado, je arhitekt Juan de Villanueva po naročilu Karla III.  zasnoval leta 1785 kot Naravoslovno zgodovinski kabinet. Končna funkcija stavbe ni bila določeno do Ferdinanda VII. in njegove žene, kraljice Maríe Isabel de Braganza, ki ga je spodbudila se je odločil, da jo uporabi kot nov Kraljevi muzej slik in kipov. Kraljevi muzej je kmalu postal znana kot Narodni muzej slikarstva in kiparstva in nazadnje kot Muzej Prado, je bil odprt za javnost prvič v novembru 1819. Nastal je z dvojnim ciljem: da prikazuje umetniška dela, ki pripadajo španski kroni in dokazuje preostali Evropi, da je bila španska umetnost enako pomembna kot katera koli druga nacionalna šola.
Prvi muzejski katalog je bil objavljen leta 1819 in je bil namenjen izključno španskemu slikarstvu. Vključenih je bilo 311 slik, čeprav je v tem času muzej hranil 1510 iz različnih kraljevih umetnin, Reales Sitios, vključno z deli iz drugih šol. Izjemno pomembna kraljeva zbirka, ki tvori jedro današnjega Museo del Prado, je začela nastajati v 16. stoletju v času Karla V. in nadaljevala z naslednjimi habsburškimi in bourbonskimi monarhi. Njihova prizadevanja in odločenost sta pripomogla k nastanku Kraljeve zbirke, ki jo bogatijo nekatere mojstrovine, ki so zdaj na ogled v Pradu. To so: Snemanje s križa - Rogier van der Weyden, Vrt zemeljskih naslad - Hieronymus Bosch, Vitez z roko na prsih - El Greco, Smrt Marije - Andrea Mantegna, Sveta družina znana kot La Perla - Rafael, Karel V. v Mülhbergu - Tizian, Kristusa umiva noge učencem - Tintoretto, Dürerjev  avtoportret, Las Meninas - Velázquez, Tri gracije - Peter Paul Rubens in Družina Karla IV. - Goya.
Poleg del iz španske kraljeve zbirke, so zbirko povečali in obogatili muzej z nadaljnjimi mojstrovinami tudi drugi, kot sta obe Goyevi Maji. Med zdaj zaprtimi muzeji, katerih zbirke so bile dodane v Prado sta bila Museo del la Trinidad leta 1872 in Museo de Arte Moderno leta 1971. Poleg tega so bile številne zapuščine, donacije in nakupi ključnega pomena za rast zbirke. Iz Museo de la Trinidad je prišla tudi Vodnjak gracije iz šole Jana van Eycka, oltarne podobe Santo Domingo in San Pedro Martír, naslikane za samostana Santo Tomás Ávila od  Pedra Berrugueteja in pet platen El Greca iz Colegio de Doña María de Aragón. Večino slik 19. stoletja prihaja iz nekdanjega Museo de Arte Moderno, vključno z deli Madrazosov, José de Madrazo y Agudo in Federico de Madrazo, Vicente López, Carlos de Haes, Eduardo Rosales in Sorolla.
Ob odstavitvi Izabelle II. leta 1868 je bil muzej nacionaliziran in preimenovan v "Museo del Prado". Stavba kraljeve zbirke umetnosti se je hitro izkazala za premajhno. Prva širitev muzeja je potekala leta 1918. Od ustanovitve je bilo v zbirko dodanih več kot 2.300 slik, kot tudi številne skulpture, grafike, risbe in umetniška dela kot zapuščine, donacije in nakupi. Izjemno zbirko medalj je muzeju prepustil Pablo Bosch, risbe in predmete dekorativne umetnosti Pedro Fernández Durán, kot tudi mojstrovino Van der Weydena Devica in otrok. Ramón de Errazu je zapustil slike iz 19. stoletja. Še posebej pomembna donacija iz leta 1881 je bila darilo Baróna Emile d'Erlangerja Goyevih Črnih slik. Med številnimi deli, ki so prišla v zbirko z nakupom, je nekaj pridobljenih v zadnjih letih, med drugimi dve deli El Greca, Bajka in Beg iz Egipta, pridobljeni v letih 1993 in 2001, Goyeva Grofica Chinchón kupljena leta 2000 in Velazquezov portret Papež Barber, pridobljena v letu 2003.
Med letoma 1873 in 1900 je Prado pomagal krasiti mestne dvorane, nove univerze in cerkve. V času druge španske republike 1931-1936 je bil poudarek na izgradnji pokrajinskih muzejev. Med špansko državljansko vojno je na predlog Društva narodov muzejsko osebje odstranilo 353 slik, 168 risb in Dauphinov zaklad in ga poslalo v Valencijo, nato v Girono in končno v Ženevo. Umetnine so se ob začetku druge svetovne vojne vrnile čez francosko ozemlje z nočnimi vlaki. V zgodnjih letih diktature Francisca Franca so številne slike poslali na veleposlaništva. 
Glavna stavba je bila razširjena s kratkimi paviljoni v zadnjem delu med letoma 1900 in 1960. Naslednja širitev je bila vključitev dveh stavb v bližini v institucionalno strukturo muzeja: Cason del Buen Retiro, ki je opremljen za prikaz do 400 slik in kjer so namestili glavnino umetnosti 20. stoletja iz obdobja 1971-1997 in Salón de Reinos (stavba Throne), nekdanji vojaški muzej.
Leta 1993 je takratni direktor Prada, Felipe Garin, predlagal podaljšek, a idejo hitro opustil po valu kritik.  V poznih 1990-ih je 14.000.000 $  vredna obnova strehe prisilila Velazquezovo mojstrovino Las Meninas dvakrat seliti.  Leta 1998 je bil Pradu dodan bližnji Cason del Buen Retiro zaprt zaradi dveletne obnove vredne 10.000.000 $, ki je obsegala tri nove podzemne etaže. Leta 2007 je muzej končno končal projekt Rafaela Monee in razširil svoje razstavne prostore za 16.000 kvadratnih metrov v upanju, da bi povečali letno število obiskovalcev.
Stekleno streho in foyer v obliki klina sedaj vsebuje muzejske trgovine in kavarno, ki so jih odstranili iz glavne stavbe, da bi pridobili več prostora za galerije. Samostan Jerónimo  iz 16. stoletja je bil odstranjen kamen po kamen, da bi izdelali temelje za povečanje stabilnosti okoliških stavb in ga ponovno postavili v podaljšku novega muzeja. Širitev podzemnega objekta, ki povezuje glavno stavbo z drugimi, so v celoti rekonstruirali.

## Zgodovina zgradbe
Museo del Prado je ena od stavb, zgrajenih v času vladavine Karla III. kot del grandiozne sheme, namenjene oblikovane za madridski monumentalni urbani prostor. Prvotno stavbo je zasnoval José Moñino y Redondo,  grof Floridablanca in jo je leta 1785 naročil Karel III. za reurbanizacijo Paseo del Prado. V ta projekt je Karel III. imenoval enega svojih najljubših arhitektov, Juana de Villanueva, avtorja bližnjega Botaničnega vrta in mestne hiše v Madridu. 
Prado ("travnik") je bil travnik, preden so zgradili muzej in celotno območje poimenovali s tem imenom: Salón del Prado (kasneje Paseo del Prado) in še muzej sam po nacionalizaciji. Delo na stavbi je bilo ustavljeno ob zaključku vladavine Karla III. in se ponovno začela šele v času vladavine vnuka Karla III., Ferdinanda VII. Španskega. Prostori so bili uporabljeni kot sedež za konjenico in skladišče smodnika za Napoleonove vojake s sedežem v Madridu med vojno.

## V bližini muzeja
Zelo blizu Prada, v hiši Villahermosa Palace, je muzej Thyssen-Bornemisza, katerega glavnina zbirke je večinoma v zasebni lasti, vendar dobro služi za zapolnitev vrzeli in pomanjkljivosti zbirke v Pradu, kot na primer nizozemsko in nemško slikarstvo.
V bližini Museo del Prado sta dva druga nacionalna muzeja: Museo Arqueológico z nekaj eksponatov starega Egipta, Mezopotamije, Grčije in Rima, ki so bili prej v Pradu in Museo Reina Sofía z zbirko umetnin 20. stoletja (tudi Picassova Guernica). Ta dva muzeja dobro dopolnjujeta Prado. 
V bližini pa je tudi muzej Naval ministrstva za obrambo.

## Poudarki zbirke
- Tizian, The Fall of Man, okoli 1570
- El Greco, Sveta Trojica, 1577–1579
- El Greco, Vitez z roko na prcih, okoli 1580
- Diego Velázquez, Predajaj Brede, 1634-1635
- Diego Velázquez, Počivajoči Mars, 1639–1641
- Francisco de Zurbarán, Agnus Dei, 1635–1640
- Bartolomé Esteban Murillo, La Inmaculada de Soult, 1678
- Francisco Goya, 2. maj 1808 (Napas Mamelukov), 1814
- Francisco Goya, 3. maj 1808, 1814
- Francisco Goya, Pes 1819-23
- Francisco Goya, Saturn požira svojega sina, 1819–1823

## Prado na Google Earth
Leta 2009 je muzej Prado izbral 14 najpomembnejših slik, da se jih prikaže na Google Earth in Google Maps v izjemno visoki ločljivosti in 14.000 milijoni slikovnih pik. Sposobnost povečanja podob omogoča close-up poglede barve in fine podrobnosti teksture. 